# Оук-Гілл (Мічиган)
Оук-Гілл (англ. Oak Hill) — переписна місцевість (CDP) в США, в окрузі Меністі штату Мічиган. Населення — 545 осіб (2020).

## Географія
Оук-Гілл розташований за координатами 44°13′11″ пн. ш. 86°18′11″ зх. д. / 44.21972° пн. ш. 86.30306° зх. д. (44.219710, -86.303149).  За даними Бюро перепису населення США в 2010 році переписна місцевість мала площу 1,30 км², уся площа — суходіл.

## Демографія
Згідно з переписом 2010 року, у переписній місцевості мешкало 569 осіб у 247 домогосподарствах у складі 150 родин. Густота населення становила 437 осіб/км².  Було 289 помешкань (222/км²).
Расовий склад населення:
| - 96,0 % — білих - 1,2 % — корінних американців - 0,7 % — чорних або афроамериканців - 0,2 % — азіатів |

До двох чи більше рас належало 1,2 %. Частка іспаномовних становила 4,0 % від усіх жителів.
За віковим діапазоном населення розподілялося таким чином: 21,3 % — особи молодші 18 років, 56,7 % — особи у віці 18—64 років, 22,0 % — особи у віці 65 років та старші. Медіана віку мешканця становила 42,1 року. На 100 осіб жіночої статі у переписній місцевості припадало 94,2 чоловіків;  на 100 жінок у віці від 18 років та старших — 87,4 чоловіків також старших 18 років.
Середній дохід на одне домашнє господарство  становив 50 121 долар США (медіана — 40 000), а середній дохід на одну сім'ю — 62 429 доларів (медіана — 62 727). За межею бідності перебувало 20,2 % осіб, у тому числі 30,7 % дітей у віці до 18 років та 19,3 % осіб у віці 65 років та старших.
Цивільне працевлаштоване населення становило 277 осіб. Основні галузі зайнятості: виробництво — 22,4 %, освіта, охорона здоров'я та соціальна допомога — 20,2 %, публічна адміністрація — 18,1 %, мистецтво, розваги та відпочинок — 18,1 %.